# Guiomar de Lorvão
Guiomar (Regne de Portugal, segona meitat del s. XIII - Lorvão, ca. 1360) fou una germana llega cistercenca al monestir de Lorvão. És venerada com a beata en l'Església catòlica. Guiomar fou una jove que, volent fugir dels plaers del món, va prendre l'hàbit al convent cistercenc de Lorvão, on fou germana llega. Hi dugué una vida exemplar, lliurada a la pregària i la penitència, fins a la seva mort. No se sap res més de la seva vida. Deia la llegenda que, en morir, se sentiren veus angelicals que cantaven el Te Deum i que s'il·luminà la cambra mortuòria i resplendí el seu rostre. Aquests senyals van fer que es venerés com a persona santa. Apareix citada com a beata als menologis de Crisostomo Henriques (1630), Chalemont (1670) i Bucolini; l'Agiológio lusitano de Jorge Cardoso la qualifica de venerable.